# Vasa skärgård
Vasa skärgård är den skärgård som finns inom Vasa stads gränser men kan ibland syfta på ett större område av Kvarkens skärgård i varierande omfattning från Närpes i söder till Nykarleby i norr. Vasa skärgård kan delas upp i Gerby-Västervik skärgård i norr och Sundom skärgård i söder. 
År 2013 fanns det 2500 sommarstugor i skärgården, dess totala areal var 25 km² varav landarealen var 56 km², till följd av landhöjningen ökar landarealen ständigt.
Av Vasa skärgård hör Sundoms yttre skärgård och Långskärs fiskehamn med omnejd till Kvarkens världsarvsområde.